# SAMHD1
SAMHD1 (englisch SAM domain and HD domain-containing protein 1) ist eine Phosphohydrolase und ein Resistenzfaktor gegen Lentiviren.

## Eigenschaften
SAMHD1 hemmt die Replikation von HIV in dendritischen Zellen, Makrophagen und Monozyten von Primaten. Die Hemmung erfolgt durch die Hydrolyse von dNTPs zu Nukleosiden und Triphosphat, die dann nicht mehr für die reverse Transkriptase bei der Replikation zur Verfügung stehen. SAMHD1 besitzt zudem eine an der HIV-Resistenz beteiligte 3'→5'-Exonuklease-Aktivität und eine RNase-Aktivität. HIV besitzt das Protein Vpx zur Immunevasion durch Hemmung von SAMHD1.
In teilenden Zellen wird SAMHD1 durch Phosphorylierung an T592 inaktiviert, während es in ruhenden Zellen aktiv ist.
SAMHD1 ist an der Entstehung des Aicardi-Goutières-Syndroms beteiligt.